# Teletón

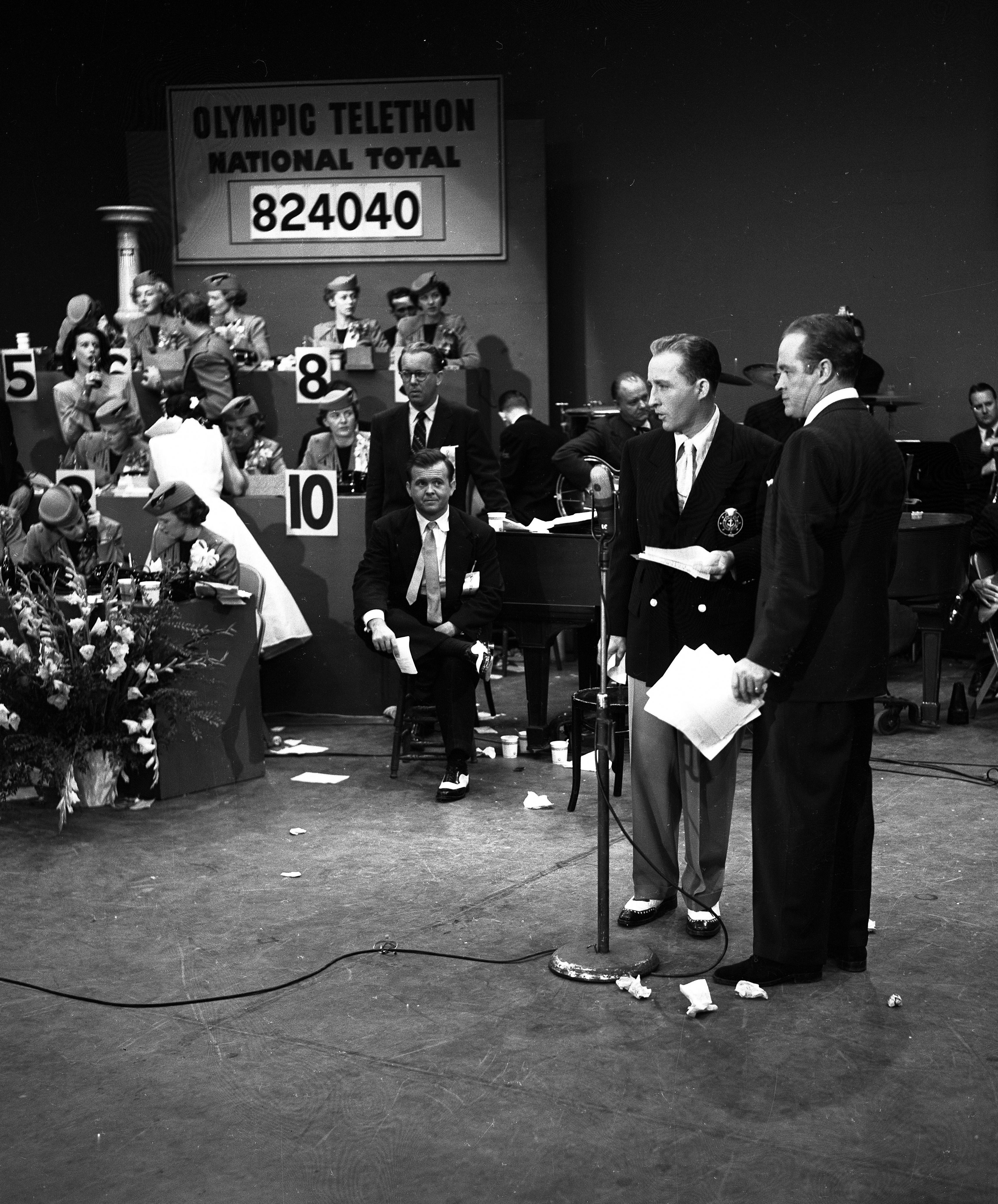
Bing Crosby y Bob Hope en la de 1952

El Teletón o Telemaratón es un evento benéfico televisado, en el que se intercalan diversas presentaciones artísticas y de entretenimiento que se realiza actualmente en diferentes países con el fin de recaudar fondos para distintas causas sociales. La primera telemaratón que se tiene conocimiento ocurrió en 1949, en la ciudad de Nueva York, en los Estados Unidos, por iniciativa de Milton Berle, recaudando US$ 1.1 millón para la Fundación de Combate al Cáncer Damon Runyon durante una jornada de 16 horas. La palabra Teletón apareció el día siguiente en los diarios de la mayor ciudad americana. 
La popularización de la campaña vino con el Teletón hecho por Jerry Lewis en el Día del Trabajo, todo el primer fin de semana de septiembre, entre 1966 y 2010, para ayudar a la rehabilitación de las personas con distrofia muscular, siendo a partir de 1970 el primer Teletón de ámbito nacional, transmitiendo para todo Estados Unidos.
La primera Teletón de América Latina fue organizada en Chile, en el mes de diciembre del año 1978, por el presentador de televisión chileno Mario Kreutzberger Blumenfeld, mejor conocido en la farándula como "Don Francisco". Posteriormente, la idea sería exportada al resto de América, celebrándose en diversos países hasta la fecha. El formato llegó a Oceanía en el año 1957, luego llegó a Asia en el año 1978 y después, llegó a Europa,  en el año 1980. En África aún no se han hecho teletones.
La mayor parte de los teletones latinoamericanos está actualmente asociada a la Organización Internacional de Teletones, que cuenta con doce miembros, que son Chile, Colombia, El Salvador, Estados Unidos, Honduras, México, Nicaragua, Paraguay, Perú, Puerto Rico, y Uruguay. Otros países también realizan o realizaron eventos muy similares, como Alemania, Argentina, Australia, Bolivia, Brasil, Canadá, Costa Rica, Cuba, China, Ecuador, España, Filipinas, Francia, Haití, Hungría, India, Indonesia, Italia, Irlanda, Japón, Nueva Zelanda, Países Bajos, Panamá, Portugal, Reino Unido, República Dominicana, Rusia, Venezuela, entre otros. Por otra parte en  México existe cierta polémica respecto a las empresas, los animadores y los canales de televisión, debido a que son señalados por utilizar parte del dinero recaudado para evitar el pago de impuestos, ya que la ley de donaciones permite que el dinero donado por entidades privadas no sea declarado en contribuciones al estado, por lo que este tipo de eventos no siempre son bien vistos positivamente por toda la población, existiendo cierta polémica por algunos porcentajes que se emplean para gastos operacionales del show presentado en la denominada cruzada solidaria.

## Teletones de Oritel
La Organización Internacional de Teletones (Oritel), es una institución creada en 1998 por las teletones de Brasil, Chile, Colombia, Costa Rica, El Salvador, Guatemala, Honduras, México, Panamá, Paraguay y Perú; y que tiene el objetivo de apoyar y fortalecer a su Red de países miembros con acciones y programas que contribuyan a mejorar la calidad de los servicios de rehabilitación y de inclusión que brindan a las personas con discapacidad. En el año 2012, con el retiro de Brasil de la organización y con 12 países activos, firmó una Carta de Intención con la Organización de Estados Americanos; y en 2017 se tornó una institución vinculada a la entidad supranacional con la firma de un Marco de Cooperación. La sede de Oritel es en Miami, pero su actual presidente es el también presidente de Funter en El Salvador, Edwin Rivas. El vicepresidente es el director general del Instituto Roosevelt en Colombia, Ignacio Zapata.
En la actualidad, el sistema de cobertura integral de Oritel está comprendido por 10 países, 66 Centros de Rehabilitación y Unidades de Soporte Terapéutico, un hospital de cáncer (el HITO en Querétaro, México) y más de 350 mil personas atendidas al año. La mayoría de los usuarios de los centros de la Red tiene una discapacidad neuromúsculoesquelético, aunque el autismo y otros trastornos cognitivos y del desarrollo están contemplados en el modelo rehabilitador de algunos países. Estos modelos buscan estar siempre en conformidad con las organizaciones Panamericana y Mundial de la Salud. Además, todos los países de la Red pasan por la auditoría interna y externa de Oritel, para que sea garantizado a nivel continental el correcto uso de los fondos donados por la población local de cada país. Las teletones de la Red Oritel en 2024 recaudaron US$ 78 millones, considerando las cifras finales de las transmisiones televisivas.

### Chile

La cruz patada, símbolo original creado en Chile y tradicional de las teletones chilena, uruguaya y peruana.

La primera versión latinoamericana de Teletón se realizó entre el 8 y 9 de diciembre de 1978 en Chile. Mario Kreutzberger Blumenfeld, inspirado en el proyecto de Jerry Lewis en los Estados Unidos, importó la idea a su país apadrinando a la Sociedad Pro-Ayuda al Niño Lisiado. A pesar de la tensa situación política del país, y producto de la dictadura militar existente, y con la cercanía de un posible conflicto armado con Argentina, agrupó a todos los canales de televisión del país para transmitir durante 27 horas consecutivas el evento que buscaba reunir $ 33 790 000, US$ 1 millón de la época. La primera Teletón reunió $ 84 361 838, superando holgadamente la meta.
El Teletón se repetiría anualmente hasta el año 1982. Aunque en un comienzo se pensaron en realizar solo cinco teletones, el rotundo éxito del evento, y la creciente demanda a los centro de rehabilitación, obligó a que Teletón continuara desde el año 1985, hasta el día de hoy, realizándose a fines de los meses de noviembre o comienzos de diciembre de cada año, con excepción de ocho años en que hubo elecciones parlamentarias o presidenciales y la fundación decidió no realizar el evento, excepto para la edición 2017. La Teletón chilena se ha realizado en 35 oportunidades desde 1978, recaudando un total que supera los US$ 800 millones. 
La única Teletón que no cumplió su meta fue en el año 1995, cuando intentó duplicar el recaudo del año anterior, pero a pesar de ello no fue considerado un fracaso mayor que la edición del año 2003, cuando la meta peligró muy seriamente, a punto de tener que recibir ayuda del Estado para poder lograrla. El dinero recaudado ha permitido la construcción y mantención de 14 centros de rehabilitación Teletón al largo del país: Arica, Iquique, Antofagasta, Calama, Copiapó, Coquimbo, Valparaíso, Santiago, Talca, Concepción, Temuco, Puerto Montt, Coyhaique y Valdivia. Otros dos institutos están en construcción en las ciudades de Chillán y Rancagua. 
En el año 2024, la campaña benéfica fue hecha los días 8 y 9 de noviembre, con el lema Juntos todos los días. La jornada de casi 28 horas se transmitió desde el Teatro Teletón, con el bloque de cierre nuevamente ocurriendo en la Quinta Vergara de Viña del Mar, después del éxito del cierre de Teletón 2023 en ese mismo lugar. La meta fue de $ 38 044 459 976, lograda con la cifra final en pantalla de $ 40 502 617 946 (US$ 41 717 696). Las siete cadenas nacionales de televisión (La Red, Telecanal, TV+, Mega, Chilevisión, Canal 13 y TVN), los canales regionales asociados a Arcatel, las radios afiliadas a Archi y la mayoría de las cadenas nacionales de radio transmitieron la campaña.
Otra Teletón que se realiza en el país, se lleva a cabo anualmente en la Región de Magallanes y de la Antártica Chilena, bajo el nombre de Jornadas por la Rehabilitación en Magallanes, organizado por el Club de Leones local desde 1987, y transmitido por los canales regionales de TV, el cual recaudó $ 1 221 541 215 (US$ 1 253 724) en la última versión de la campaña, hecha el 16 de noviembre de 2024, para mantener los tres centros de rehabilitación que existen en la región, y actualmente atienden a más de 6.400 personas con discapacidad. La maratón consistió en tres bloques que, sumados, llegaron a 10 horas de transmisión.

#### Campañas de emergencia
En función de los incendios forestales ocurridos a inicios de febrero del 2024, dos campañas fueron realizadas para recaudar fondos a beneficio de las más de 15 mil familias damnificadas en la Región de Valparaíso. La primera se llamó "Levantemos la V", haciendo alusión al número romano que también nomina la región, y recolectó recursos para el Desafío Levantemos Chile, una fundación especializada en atender emergencias. El programa de cinco horas y cuarto transmitido por las redes sociales de las webs de notícias Emol y La Hora, y emitido desde los estudios de Canal 13 el martes 13 de febrero, tenía una meta de $ 5 mil millones, superada con el recaudo final de $ 6 207 902 224 (US$ 6 372 962).
Luego, en el viernes 16 de febrero, las siete cadenas nacionales de televisión, impulsionadas por TVN, se reunieron para realizar la campaña Juntos Chile se Levanta, que consistió en un programa de ocho horas transmitido desde el Movistar Arena, sin meta planificada. A pesar de un mayor alcance público de la campaña y de una infraescrutura mayor de recaudo a disposición, la inicial cancelación del evento, que estaba marcado para el sábado 10 de febrero, en función de la muerte del expresidente Sebastián Piñera, ocurrido el martes 6, y la reacción pública que eso produjo, desgastaron la campaña, que cerró logrando recaudar $ 5 544 577 916 (US$ 5 763 954), menos que la campaña de Desafío Levantemos Chile.Sin embargo, la recaudación final informada el 25 de febrero ascendió a $ 6 234 622 441 (US$ 6 481 300). El dinero fue dividido entre las fundaciones Techo y Hogar de Cristo.
Adicionalmente, en algunas oportunidades, se han realizado eventos especiales debido a catástrofes de gran impacto: Chile ayuda a Chile, realizado para recaudar fondos tras los terremotos de 1985 y 2010; y Vamos Chilenos, con el objetivo de financiar la Fundación Conecta Mayor, que entregó teléfonos inteligentes adaptados para 80 mil personas mayores de 80 años que no tienen acceso a la tecnología para comunicarse con los entes del Estado y sus familias y amigos, además de distribuir canastas para los mayores de extrema pobreza durante la pandemia de COVID en 2020.

### Colombia
Su primera campaña fue realizada en 1980 como el segundo país latinoamericano en hacer Teletón y emitida a color a través de Inravisión, bajo el lema Es cuestión de humanidad. La meta propuesta para aquella ocasión fue de $ 50 000 000, cifra que fue superada ampliamente con $ 102 357 243. El evento se celebró consecutivamente hasta 1995. La Teletón fue impulsado por el presentador Carlos Pinzón que tuvo como gran fruto la creación de la Clínica Universitaria Teletón, que fue vendida por la fundación en 2009 y hoy es administrada por la Universidad de La Sabana en Chía. Con el dinero de la venta, fue construido el centro de rehabilitación de Manizales. Luego de 15 años sin realizarse, volvió en el año 2010, siendo emitido los días 17 y 18 de diciembre en los canales Caracol y RCN bajo el lema "Cuando tú te mueves, Colombia se mueve" y una meta de $ 8 mil millones. La meta fue superada recolectando $ 14 501 639 230 y $ 11 023 862 946 adicionales para los damnificados por el invierno en ese país. Con el dinero de las teletones de 2010 y 2011 se construyeron más tres centros de rehabilitación en Soacha, Barranquilla y Cartagena.

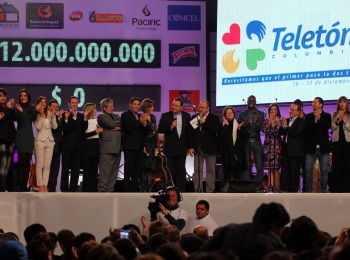
Inicio de la Teletón 2011 Colombia.

La edición 2018 del evento fue hecha el 23 y 24 de febrero, con una meta de $ 7 605 011 200, y la transmisión de Caracol, RCN, Canal 1 y Red+, además de 600 radioemisoras. Las continuas críticas al evento sumada a la crisis financiera y política del país hicieron con que la meta no se alcanzara por tercer año consecutivo. El último cómputo después de casi 28 horas de programa fue de $ 5 365 892 607 (US$ 1 865 099). La fundación garantizó que por el recaudado, además de cancelar el proyecto del centro de rehabilitación en Bogotá, cerraría al menos un centro de rehabilitación por no tener condiciones de mantener cuatro centros de rehabilitación sin la ayuda del Estado y con tan pocos recursos. Lo que sucedió fue aún peor que lo anunciado. En marzo Teletón cerró sus puertas en Cartagena, y en mayo cerró su centro en Barranquilla, quedándose solamente con los centros de Manizales y Soacha. En julio fue hecha una asamblea para decidir si serían cerrados los dos centros restantes, fundando las operaciones de Teletón en Colombia, pero la decisión fue de seguir con la operación de los centros. 
En el día 13 de febrero de 2019, el periódico El Tiempo anunció la fusión de la Fundación por el Instituto Roosevelt, que también es una entidad sin ánimos de lucro. Días más tarde, el 11 de marzo, el noticiero de CM&, veiculado por el Canal 1, confirmó que el día 21 de ese mes sería formalizado el acuerdo. La fusión agrega dos nuevos centros de rehabilitación a la fundación, y integra Teletón al SGSSS, el sistema público de salud de Colombia, además de cuadruplicar la estructura que tenía y empezar a atender a niños con discapacidad mental y enfermedades neurológicas, además de las personas con discapacidad física. Como dato malo, el Instituto tuvo que asumir todo el déficit de Teletón, que al cerrar 2018 llegó a $ 5.611 millones. En el día 30 de julio de 2020, la fundación anunció el cierre del centro de rehabilitación de Manizales, concentrando todas sus operaciones en la Gran Bogotá. 
El 1 de noviembre de 2021, la fundación anunció la vuelta del evento televisivo, que consistió en un especial de 75 minutos emitido la noche del miércoles 8 de diciembre, a través de los canales Caracol, RCN, Canal 1, Señal Colombia y Canal Institucional en la TV abierta, y Red+ en Claro TV. La meta fue atender a 22 mil nuevos pacientes en este sistema, que ya albergó a casi 400 mil personas, y el recaudo llegó a $ 234 millones, para el evento Teletón del 2025 se realizará los días 5 y 6 de diciembre de 2025 en el Teatro Colón de Bogotá.

### El Salvador
En El Salvador, el Teletón nace en 1982, y se convierte en el segundo país centroamericano, y el quinto país en Latinoamérica después de Chile en adoptar este concepto para ayudar a los niños con discapacidad. Así, se crea la Fundación Teletón Pro Rehabilitación (Funter), que cuenta actualmente con tres centros de rehabilitación, ubicados en San Salvador, San Vicente y Sonsonate, que atendien a 6 938 personas con discapacidad física o motora.
Los tres centros fueron construidos a partir del 2003, cuando empezó la nueva etapa de Teletón, ya que la campaña tuvo un receso de 1998 a 2003 en función del cambio del colón salvadoreño al dólar y los Terremotos de El Salvador de 2001. La primera etapa de esta campaña (1982 a 1987) construyó tres centros de rehabilitación en las ciudades de San Salvador, Santa Ana e San Miguel, que son operados por el Instituto Salvadoreño de Rehabilitación Integral (ISRI) desde su inauguración. Entre 1990 y 1998, fue construido y mantenido el actual centro de San Salvador de Funter, en Merliot.  
En 2024, el evento se realizó los días 18 y 19 de octubre de octubre en el Centro de Rehabilitación de Merliot, por los canales de TCS y RSM; además de Ágape TV y ON TV. Con el lema Depende de vos, la campaña tuvo una gala de obertura de tres horas el viernes 27, y un maratón de 16 horas el sábado 28. La meta de US$ 1 153 467 fue superada con muchas dificultades, y la cifra final ascendió a US$ 1 154 507. El récord de recaudación fue en 2017, cuando se lograron casi US$ 1.9 millones

### Estados Unidos (Comunidad Latina)
El TeletónUSA, proveniente de Teletón México, es un evento que desde 2012, producido por Univision Communications, recauda fondos para los niños con discapacidad en los Estados Unidos. Con los primeros dos teletones, se logró construir un moderno centro de rehabilitación en San Antonio (Texas), que actualmente atiende a 500 niños y jóvenes con discapacidad física. Un especial de navidad fue hecho el 15 de diciembre del 2024, con el lema Navidad por Nuestros Niños con ocho horas de duración, siendo transmitido desde los estudios de Univisión en Miami. La meta fue de 1 500 nuevos padrinos, enfocando el recaudo en la obtención de nuevos donantes mensuales, que colaboran con, por lo menos, US$ 25 todos los meses. La meta fue superada con la obtención de 1 524 nuevos padrinos, que sumado a los demás aportes de la jornada, entrega una recaudación mínima de US$ 600 mil.
Con el especial navideño, el evento Teletón fue aplazado para el sábado 22 de marzo del 2025, con el lema Contigo Todo es Posible. El maratón de 17 horas fue transmitido desde los estudios de Univisión en Miami para los canales Univision y Galavision. La meta fue de US$ 6 436 973, difícilmente lograda con la cifra final de US$ 6 492 980. El récord de recaudación fue en 2016, cuando se lograron poco más de US$ 15.7 millones.

### Honduras
En Honduras, el primer evento Teletón se realizó en 1987 por iniciativa del empresario José Rafael Ferrari. La Fundación Teletón tiene abiertos seis centros de rehabilitación en las ciudades de Tegucigalpa, San Pedro Sula, Santa Rosa de Copán, Choluteca, Catacamas y La Esperanza, además de tres unidades comunitarias de rehabilitación en Choloma, Santa Bárbara y Coyoles Central que en conjunto tienen más de 25 mil usuarios activos.
La edición 2024 del evento se realizó los días 6 y 7 de diciembre bajo el lema Teletón es calidad con calidez, desde las canchas del Instituto Salesiano San Miguel. La maratón fue televisada por los canales abiertos de la Corporación Televicentro (Canal 5, TSi, Telecadena y Mega), en conjunto con TEN TV, Canal 8 y un gran número de canales regionales a nivel nacional, además de las radioemisoras HRN y Radio Satélite de Emisoras Unidas y varias radioemisoras regionales. La meta fue de L 75 millones. Al final de las 28 horas de programa, el último cómputo indicó L 78 121 020 (US$ 3 063 569), logrando el objetivo propuesto.

### México

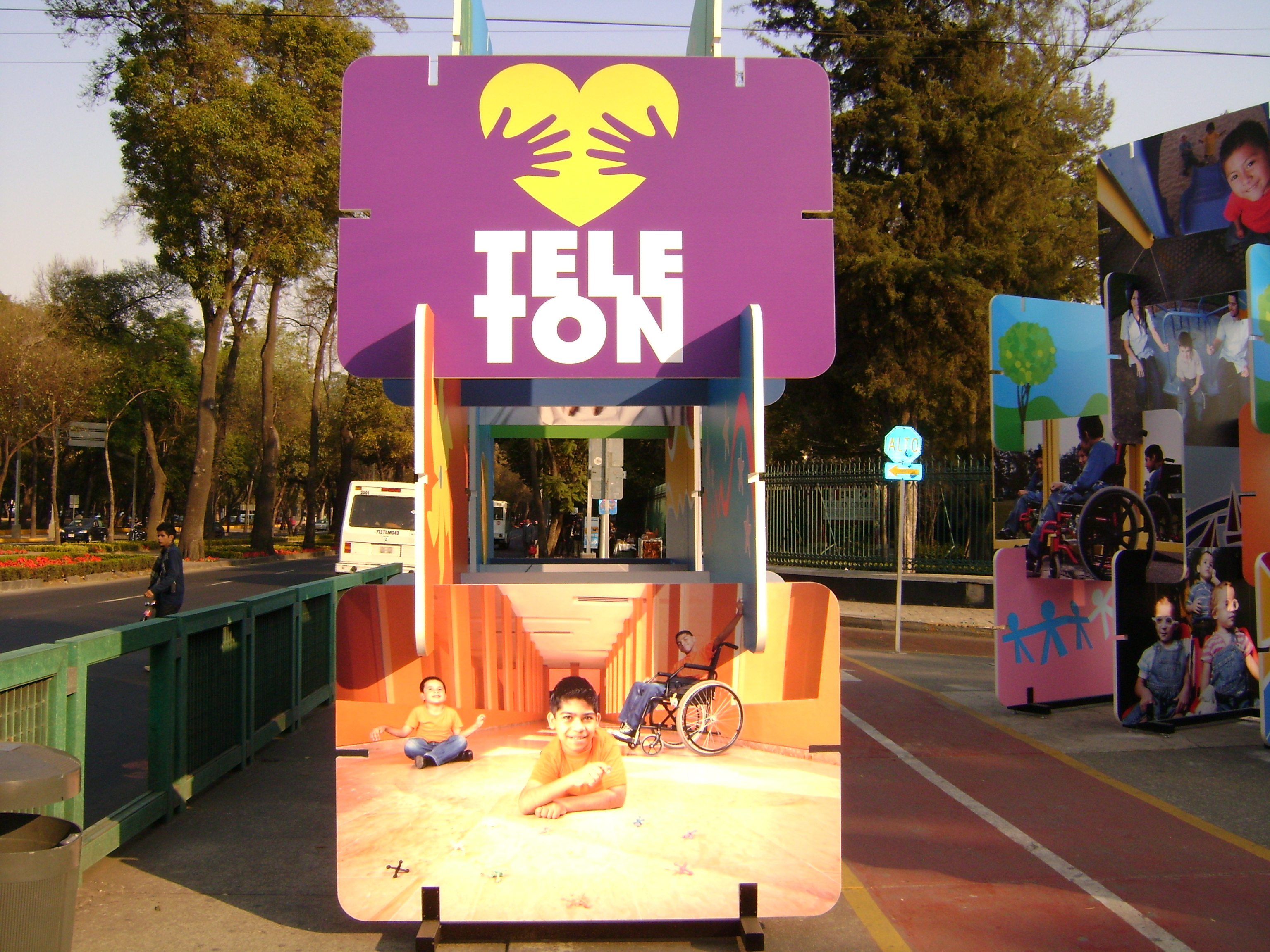
Logotipo del Teletón México ubicado en Paseo de la Reforma.

Producido por Televisa en asociación con más de 700 medios de comunicación y empresas líderes en el mercado hispano, el Teletón mexicano está a cargo de la operación y construcción de centros de rehabilitación para personas con discapacidad, cáncer y autismo. En México, existen 24 Centros de Rehabilitación Infantil (CRIT): dos en el Estado de México (uno en Tlalnepantla y otro en Nezahualcóyotl), dos en el estado de Guerrero (uno en Acapulco y otro en Tlapa), Morelia, Michoacán, Guadalajara, Oaxaca, Aguascalientes, Coahuila, Baja California Sur, Durango, Guanajuato, Hidalgo, Chihuahua, Chiapas, Quintana Roo, Yucatán, Tamaulipas, Sonora, Veracruz, Puebla, Ciudad de México, Baja California y Sinaloa. Juntos, estos centros atendieron a 31 130 niños el 2022. Además, Teletón cuenta con el HITO en Querétaro, uno de los hospitales de cáncer infantil más modernos del mundo, con 306 niños activos; y un centro de autismo en Ecatepec, con 295 niños activos.Además, está en construcción un CRIT en Los Cabos, Baja California Sur, y en instalación un centro de autismo en Jalisco, Guadalajara.
En 2005, se realizó un teletón especial para recaudar fondos para los afectados por el huracán Wilma, una de las catástrofes más grandes de los últimos tiempos en América Latina. En dicha oportunidad, el Teletón recaudó más de $ 100 millones (US$ 9.2 millones de la época). En 2017 también dispusieron de todos sus canales de donación para recaudar fondos a los damnificados por los Terremotos de México de 2017, recaudando $ 34 075 742.El récord de recaudación del Teletón fue en la edición 2014 del evento, donde se llegó a $ 474 millones.
En 2024, el Teletón se realizó el día 15 de diciembre, con la transmisión desde Televisa San Ángel, y el bloque de cierre siendo hecho en el Aztlán Parque Urbano, siendo la primera ven en el mundo en que un cierre de Teletón se hace en un parque de diversiones. La meta de $ 415 119 436 fue superada con la recaudación de $ 420 770 069 (US$ 20 873 395), luego de 17 horas de programa. Para el 2025, el Teletón será adelantado para el sábado 11 de octubre, siendo la primera vez que el evento de recaudación será hecho en dicho mes.

### Nicaragua
En Nicaragua, a partir de 2001 se organizó el Teletón gracias a la iniciativa de miembros de la sociedad civil, quien junto al Club Activo 20-30 Managua y la asociación Los Pipitos (hasta 2017) conformaron la Fundación Teletón; uniéndose al proyecto reconocidas y respetables personalidades del país, que de forma voluntaria adquirieron el compromiso de emprender la campaña. En Nicaragua existían tres centros de rehabilitación Teletón, en las ciudades de Chinandega, Juigalpa y Ocotal, que desde 2019 funcionaron solamente con la mitad de su capacidad en función de la crisis que vive el país desde 2018. Como anécdota, el evento en Nicaragua era el único en el continente a realizarse durante un día viernes, desde la mañana hasta cerca de la medianoche.
El último Teletón de la historia ocurrió el 1 de marzo de 2024, siendo transmitido por los canales 10, 11, VosTV, CDNN y ExtraPlus desde el Centro de Convenciones Crowne Plaza de Managua bajo el lema Latiendo Fuerte. El deseo de la fundación era de recaudar C$ 16 millones, pero al final de las 16 horas de programa, el último cómputo llegó a C$ 8 802 004.31 (US$ 237 892), una cifra C$ 500 mil abajo del recaudado en el año anterior. El récord de recaudación fue en 2017, donde se lograron poco más de C$ 27 millones.

#### Allanamiento y cierre de la fundación
El lunes 3 de marzo de 2025, a tres días de la realización del evento de recaudación, fue anunciada su cancelación por motivos de fuerza mayor, en un comunicado de la Fundación Teletón. Luego, el miércoles 5 de marzo, la sede administrativa del Teletón en Managua fue allanado por oficiales de la Dirección de Operaciones Especiales del régimen de Daniel Ortega y Rosario Murillo. El presidente da la fundación, José Evenor Taboada, fue apresado, llevado al Ministerio del Interior y luego conducido al Aeropuerto Internacional de Managua, donde fue montado en un vuelo y desterrado a Estados Unidos días después.
Las fuentes consultadas por el diario El País, de España, coinciden en que la razón de la arremetida contra el Teletón fue haber convocado la colecta anual de 2025 sin permiso del gobierno. La meta sería de C$ 12 millones. Como desde 2018, el régimen de Ortega y Murillo ha cancelado la personería jurídica de más de 5.600 organizaciones no gubernamentales, la expectativa es que los centros de Teletón en Nicaragua pasen a manos del Estado. La personería jurídica de la fundación fue cancelada por el régimen, cerrando la historia del Teletón en Nicaragua tras 24 años de servicio a la comunidad. La Organización Internacional de Teletones reconoció el cierre de la fundación nicaragüense días después del allanamiento.

### Paraguay
La Fundación Teletón Paraguay, (Hasta 2007, Fundación Apadem Teletón), es una organización privada sin fines de lucro que brinda servicios desde el año 1979 a niños y adolescentes de 0 a 18 años de edad con discapacidad física. Posee tres centros de rehabilitación en las ciudades de Asunción, Coronel Oviedo y Minga Guazú que, en conjunto, atienden actualmente a 1.750 usuarios. Si bien la Teletón fue fundada en 1979, su primera campaña se realizó en 1982 bajo la iniciativa de Humberto Rubín, que fue impedido por el dictador Alfredo Stroessner de conducir la campaña, pasando el bastón al comunicador Charles González Palisa, en una emisión organizada y transmitida por SNT y Trece, los dos únicos canales existentes en ese momento en el país.   
El evento sería realizado luego en 23 ocasiones más. Sin embargo, a inicios de los años 2000 la Teletón comenzó a ser cuestionada por la sociedad debido a la corrupción existente dentro de la fundación, ya que soportaban decenas de demandas y embargos por millonarias sumas de dinero. Todo esto generó la desconfianza por parte de la sociedad. Por eso el evento no se hizo en 2006 y 2007, siendo la última Teletón de la antigua etapa realizada en 2005. En 2008, con el cambio de docenas de funcionarios de la fundación, se ha vuelto a realizar el evento solidario.   
En 2024, la Teletón se realizó los días 1 y 2 de noviembre, con el lema Orgullosamente Solidarios y la meta de ₲ 13 623 364 806, mil millones más que el último cómputo en pantalla del año anterior. Las 27 horas de programa se realizaron desde el Complejo Mariscal, siendo transmitidos por Telefuturo, SNT, Trece, La Tele, Unicanal, Paravisión, C9N, Noticias PY, GEN, América TV Paraguay, A24 Paraguay, TVL, Regional TV y Sur Televisora Itapúa. El último cómputo en pantalla logró la meta con la suma de ₲ 13 840 236 622 (US$ 1 767 040), lo que posibilitará la rehabilitación de la piscina de hidroterapia del centro de Asunción. Además, fue donado un terreno por 2 400 m² para la construcción de un centro de rehabilitación en Encarnación, sin embargo, la Fundación Teletón no tiene los recursos para empezar la obra a corto plazo, y necesita antes reactivar el centro de rehabilitación en Paraguarí, desactivado desde agosto de 2021. El récord de recaudación fue el 2016, cuando se lograron ₲ 15 631 millones.

### Perú

Logotipo de la Teletón Perú.

La Teletón peruana se realiza desde 1981 con el fin de apoyar a los niños del Hogar Clínica San Juan de Dios, que hoy tiene cinco clínicas en las ciudades de Arequipa, Chiclayo, Iquitos, Lima y Piura, además de un centro de rehabilitación en Piura, que actualmente atienden a más de 3 200 niños y adolescentes con discapacidad física. Bajo la dirección de Ricardo Belmont, quien viajó a Chile un año antes durante la Tercera Teletón de ese país que fue tomado como ejemplo, la primera edición de la campaña superó largamente su meta de US$ 1 millón. Las tres primeras ediciones se realizaron en Panamericana Televisión y luego dos en América Televisión, contando siempre con la colaboración de artistas y personajes de casi todos los canales de señal abierta en el Perú. Tuvo gran éxito desde el primer año hasta 1986, cuando en ese país también se creyó que la quinta campaña sería la última.
Sin embargo, debido a la constante escasez de fondos provocada por la inflación, Belmont se vio obligado a retomar el evento a través de su canal RBC Televisión en diciembre de 1987 iniciando así la segunda etapa de la campaña solidaria, cerrando en 1993 cuando se realiza el último evento bajo este nombre en América. En 2003 se relanza nuevamente el evento, después de la San Juan de Dios seguir con los telemaratones anuales bajo otros nombres. La Teletón se desarrolló por Panamericana, buscando una meta de US$ 1 millón. Esta meta se alcanzó con muchos problemas, los que continuarían al año siguiente al no cumplirse la meta de US$ 2 millones. En 2005, el presidente Alejandro Toledo condecoró a Ricardo Belmont por su labor al frente de la Teletón peruana por 24 años, tras lo cual Belmont anunció su retiro de la organización de la campaña.
La no realización del evento en 2007 en función del terremoto de Pisco generó una grave crisis en el Hogar Clínica San Juan de Dios, generando cuestionamientos sobre su continuidad durante 2008. Ante esta situación, el gobierno de Alan García decidió encabezar de urgencia un Teletón especial, que se realizó el domingo 21 de diciembre en el frontis de Palacio de Gobierno, y por primera vez en el país fue televisada en directo por todas las cadenas televisivas peruanas de señal abierta. El evento, pese a haber sido organizado en tan solo diez días, fue muy exitoso, logrando recaudar sorpresivamente unos S/ 10 millones, más del triple de lo originalmente esperado.
La edición 2024 de la campaña se realizó bajo el lema Nos Une los días 13 y 14 de septiembre, con una gala de obertura de tres horas el viernes 13 y una maratón de 10 horas y media el sábado 14. La transmisión fue hecha por América, siendo en partes retransmitida por TV Perú. Fue la primera vez desde 2014 que la maratón no tuvo la unión de las grandes cadenas privadas, y se realizó en los estudios de América en Pachacámac, Lima. La meta era de S/ 8 017 217, y fue difícilmente lograda con la suma de S/ 8 054 926 (US$ 2 138 059), luego de un necesario alargue de 30 minutos en la programación. El evento transcurrió en medio del duelo nacional por la muerte del expresidente Alberto Fujimori, ocurrido dos días antes de la Teletón.

### Puerto Rico
La isla caribeña realizó sus primeros teletones en la década de 1970, se juntando a la Cadena del Amor de la Teletón de Jerry Lewis. Hasta la última edición de la campaña en 2010, Telemundo de Puerto Rico fue la emisora responsable por la recaudación de la isla a la Asociación de Distrofia Muscular de los Estados Unidos (MDA). Incluso una de las usuarias de MDA en Puerto Rico fue una de las historias de vida del Teletón 1980 de Chile. En 2011, la fundación SER de Puerto Rico se afilió a Oritel y logró los derechos de la marca Teletón en la isla. SER tiene tres centros de rehabilitación, en las ciudades de San Juan, Ponce y Ceiba, que juntas atienden a más de 6 mil personas con discapacidad física o intelectual y autismo. La fundación ya estaba haciendo su telemaratón anualmente desde 1975.
La edición 2024 del evento sucedió el 23 de junio, en una transmisión de cuatro horas hecha desde el Coliseo de Puerto Rico, con el lema Conoce lo que Hacemos. La meta fue de US$ 3 015 799, difícilmente lograda con la cifra final de US$ 3 028 974. El programa fue transmitido por Teleonce, Telemundo, WIPR, Wapa, ABC Puerto Rico, Tele Oro y Mega TV en Puerto Rico; Wapa América para los Estados Unidos y el canal 85 de Liberty en la TV paga.

### Uruguay
La primera Teletón en el Uruguay se realizó en 2003. La Fundación Teletón fue constituida con el fin de trabajar para hacer posible la creación, funcionamiento y mantenimiento de dos centros de rehabilitación en las ciudades de Montevideo y Fray Bentos, que actualmente atienden a 2.200 niños y jóvenes con discapacidad física. En 2024, la Teletón se realizó los días 8 y 9 de noviembre por los canales 4, 5, 10, Teledoce y La Red, durante casi 25 horas. Con el lema Nos Une el Corazón, el evento fue transmitido desde los estúdios de Canal 4, con su cierre en el Teatro Moviecenter. La meta fue de $U 137 211 303, superada con el último cómputo de $U 142 720 230 (US$ 3 419 577). Para el 2025, la jornada solidaria será realizada los días 7 y 8 de noviembre. 
Otra campaña solidaria ocurre en el país, el Juntos por la Infancia, que empezó en 2002 en una alianza de Unicef con Canal 10, inspirado en las campañas Un Sol para los Chicos de Argentina y Criança Esperança (Niño Esperanza) de Brasil. La campaña recauda fondos para los proyectos de Unicef en el país y en el mundo. La maratón de seis horas y media, en 2025 sucedió el 21 de junio, bajo el lema Ponete la Camiseta, siendo transmitido desde los estudios de Canal 10 por los mismos canales que transmiten la Teletón. La meta de $U 32 081 707 fue lograda con la cifra de $U 33 106 533 (US$ 809 451).

## Demás Teletones

### Argentina
El primer telemaratón argentino ocurrió el 8 y 9 de mayo de 1982 por el contexto de la guerra de las Malvinas. El programa Las 24 horas de las Malvinas fue transmitido por la entonces ATC (hoy TV Pública), y tuvo cómo objetivo recaudar fondos a los combatientes que estaban en las islas. La maratón fue transmitida internacionalmente, en fragmentos o en su totalidad, por la Band de Brasil (con traducción simultánea en portugués), Tele4 (hoy Teleamazonas) de Ecuador, las dos cadenas de la TVE de España, SIN (hoy Univision) de Estados Unidos, los canales de Televisa en México, SNT de Paraguay, Panamericana del Perú, Canal 4 de Uruguay, y las cadenas Venevisión y RCTV de Venezuela. Al final de la transmisión se recaudaron $ 22 874 769 000 (US$ 1 628 097), cantidad muy arriba del esperado, pero muy abajo del necesario para un apoyo económico efectivo a los soldados argentinos. Además, se cuestiona el destino de los fondos hasta el día de hoy, puesto que el dinero fue repasado a un fondo estatal, creado por decreto de la dictadura de la época, y no a una fundación sin fines de lucro.
Desde 1992 hasta la actualidad, se realiza el programa Un sol para los chicos, inspirado en Criança Esperança (Niño Esperanza) de Brasil. La primera edición se realizó con las cinco cadenas de TV abierta del país unidas, pero a partir del año siguiente el programa sería producido y emitido únicamente por eltrece, con el apoyo del resto de las empresas del Grupo Clarín. La campaña tiene como objetivo recaudar fondos para Unicef, y generalmente se hace en vísperas del Día del Niño, que se celebra en Argentina cada segundo domingo de agosto. En 2024, el especial se realizó el sábado 10 de agosto, con un programa de cuatro horas y media. La campaña finalizó con la recaudación de $ 905 542 815 (US$ 965 912), recaudando unos US$ 650 mil menos que el año anterior en función de la fuerte inflación que ocurre en el país, convirtiéndose en una de las menores recaudaciones de la historia de la campaña.
En julio de 2019, fue anunciada la implementación de una campaña solidaria similar a la realizada en Chile. Los derechos de uso del nombre Teletón fueron otorgados al Dr. Juan Carlos Couto, médico neuro-ortopedista de FLENI, que posee dos centros de rehabilitación en el Gran Buenos Aires. Aún está sin definir cuando se realizará dicho Teletón.

### Australia
En Australia se realiza anualmente el teletón más exitoso del mundo. Anualmente, desde 1968, la emisora de Perth de la cadena Seven organiza en el estado de Australia Occidental un programa de 27 horas recolectando dinero para más de 130 instituciones locales, nacionales y internacionales. Este teletón es el que reúne más dinero per cápita a nivel mundial. La edición 2024 fue realizada los días 19 y 20 de octubre, con una meta de A$ 77 467 775, superada con la cifra final de A$ 83 264 216 (US$ 55 770 371, US$ 18.89 per cápita).
Australia también tiene teletones en otros estados del país, siendo el más antiguo en el estado de Victoria, realizado todos los años desde 1957 en el Viernes Santo por la emisora de la cadena Seven de ese estado. Es considerado la primera Teletón hecha en territorio oceánico. La campaña recauda fondos para el Hospital Real de los Niños en Melbourne, y recaudó en 2025 A$ 23 822 792 (US$ 15 201 323), superando la meta de A$ 23 368 724 luego de una jornada de dos programas que sumaron 10 horas de transmisión (de 10am a 3pm y de 7pm a 12am) el día 18 de abril.

### Bolivia
Desde 2020, Unicef en Bolivia realiza la campaña Tiempo de Actuar, que consiste en un programa de cuatro horas y media de duración, con la transmisión de la Red Uno. El programa, que se realiza en los mismos términos de las otras campañas que Unicef promueve en Argentina, República Dominicana y Uruguay, tuvo su última edición el domingo 11 de agosto, y recaudó Bs 2.132.850 (US$ 304 692), superando la meta de Bs 2 millones.

### Brasil
El Teletón de AACD, emitido por SBT, recauda dinero para los niños con discapacidad física y motora. Su primera edición fue hecha en 1998. La única vez en que el Teletón no cumplió la meta fue en 2003, pero la misma se logró diez días después en un edición especial del programa de Hebe Camargo. La AACD (Asociación de Asistencia al Niño con Discapacidad), institución que recibe los dineros de la campaña, tiene siete centros de rehabilitación, un lar escuela y un hospital especializado en cirugías ortopédicas, además de seis centros de rehabilitación asociados en un programa de cooperación técnica, lo que extiende la cobertura del apoyo del Teletón. Con esta red, en 2024 se atendieron 51.800 personas con discapacidad física.
La edición 2024 de la campaña se hizo el 8 y 9 de noviembre, con el lema Es solidaridad, es gratitud. El programa fue dividido en dos partes: una gala de obertura de tres horas y media en la noche del viernes, y un maratón de 16 horas durante el sábado. La meta fue de R$ 35 millones, lograda con la cifra final de R$ 36 114 168 (US$ 6 293 969). La edición homenajeó discretamente a Silvio Santos, uno de los creadores de la campaña, mayor comunicador de la historia de Brasil y dueño del SBT, quien falleció en agosto de 2024. Como novedad, la versión digital del evento ganó el nombre de +Movimiento +Teleton.

### Costa Rica

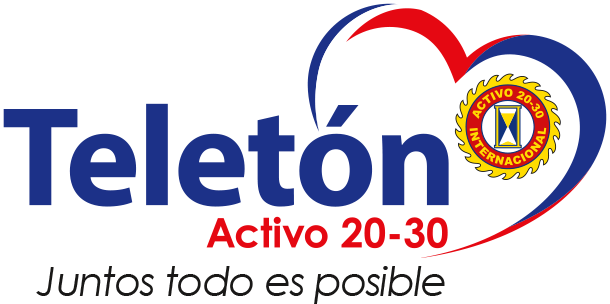
Logo del Teletón Costa Rica

Nace en 1984, su primera campaña fue el 7 y 8 de diciembre de 1984, se crea para contribuir en la construcción y equipamiento de cuatro Centros de Rehabilitación Integral para Personas con Discapacidad en zonas de Santa Cruz, San Carlos, Pérez Zeledón, Limón y Puntarenas en las teletones de 1984-1989. 
Luego, a partir de 1995, los fondos se destinaron a realizar mejoras en el Hospital Nacional de Niños, Entre las teletones de 1995 a 1999 se recaudaron más de ¢ 600 millones, los cuales junto a un respaldo de la Caja Costarricense del Seguro Social se logró construir la Torre de Especialidades Médicas que tuvo un valor total de ¢ 2 100 millones, inaugurándose el 26 de abril del 2000. Durante los años siguientes, se han destinado los fondos a mejoras de dicho hospital, En 2001 hubo la construcción del Centro del Tamizaje de este hospital, también la inversión del anteproyecto y la elaboración de planos para la construcción de la Torre de Cuidados Críticos del mismo Hospital entre los años 2002-2006, así como para la compra de un tomógrafo axial computarizado en 2004.
En la actualidad consta de un maratón de 28 horas transmitido por todos los canales nacionales, conducido y animado por presentadores de todas las cadenas televisivas del país. Este Teletón a diferencia de los demás que hay en la región, los fondos no son utilizados para crear y dar mantenimiento a centros de rehabilitación infantil sino que se destinan para el equipamiento de áreas del Hospital Nacional de Niños y posteriormente desde 2011 ayuda a las unidades de pediatría de otros centros médicos públicos del país. En 2024, la campaña se realizó en los días 6 y 7 de diciembre, y recaudó ¢ 604 648 905 (US$ 1 193 331), logrando la meta de ¢ 600 millones. para reacondicionar el servicio de Oftalmología del Hospital Nacional de Niños. El récord de la campaña fue en 2016, cuando se recaudaron más de ¢ 1 200 millones.

### Ecuador
Su primera campaña fue realizada en 1984 y emitida a través de Ecuavisa, Teleamazonas, Telecuatro (luego Telesistema, hoy RTS), Telecentro (hoy TC Televisión) y Gamavisión bajo el lema "La Navidad es para todos". La meta propuesta para aquella ocasión fue de 50 millones de sucres, cifra que fue duplicada. El evento se celebró consecutivamente hasta 1996 con el apoyo del presidente Abdalá Bucaram (excepto de 1988 hasta 1991). Bucaram, que participó activamente en el evento como animador, fue acusado de utilizar el evento con fines proselitistas, regalando juguetes a niños que incluían frases con su nombre y de consejeros cercanos, y dos meses después debió renunciar al cargo por diversos actos de corrupción durante su breve mandato. 
Luego de cuatro años sin realizarse, regresó en el año 2000, siendo emitido el sábado 16 de diciembre en Ecuavisa, Teleamazonas, Telesistema (hoy RTS), TC Televisión y Gamavisión siendo llamado de "Teletón por la vida" y una meta de US$ 40 mil. La meta fue superada recolectando US$ 70 mil y US$ 5 mil adicionales para la quiebra y el cierre de bancos en función de la devaluación del sucre y la dolarización en ese país. En 2022, la Teletón se realizó después de tres años de ausencia, el domingo 11 de diciembre, y tenía una meta de US$ 1 801 200. Al final del programa, el cómputo arrojó la cifra de US$ 1 851 000, superando la meta después de 10 horas de jornada.

### España
En Cataluña, desde 1992 se celebra el Marató de 3cat. Organizado por CCMA, la empresa pública de radiodifusión de la comunidad autónoma, consiste en un maratón de cinco horas en Catalunya Ràdio y otro de 16 horas en TV3. La campaña es hecha en un día domingo y cuenta con la celebración de más de 3 mil actividades en toda Cataluña con el fin de captar dinero. Desde 2005, varios artistas catalanes y de otros territorios graban un CD que se vende dos semanas antes del maratón con los principales periódicos de Cataluña. También se confecciona un libro con historias de vida referentes a la causa a ser apoyada, que cambia año con año.
En 2024, el evento se hizo el 15 de diciembre y recaudó al final de la maratón € 6 434 613 (US$ 6 748 622) para la lucha contra las enfermedades respiratorias. El récord de recaudación de la campaña fue hecho en 2018, cuando se recaudaron poco más de € 10.7 millones para la lucha contra el cáncer.

### Francia
La versión francesa tiene una duración de 31 horas y es realizada por la France Télévisions desde 1987, para apoyar a las personas con discapacidades o con enfermedades raras, con atención especial a la miopatía, en las áreas de asistencia y investigación médica. En la versión de 2024, el 29 y 30 de noviembre, se juntó un total de € 79 801 520 (US$ 84 286 365), no logrando la meta de € 80 671 222 por menos de un millión de euros. El récord de recaudación fue en 2006, cuando se llegó a una suma superior a los € 100 millones.

### Guatemala
En Guatemala, el primer Teletón se realizó en 1986, a beneficio de las personas con discapacidad física. Fue organizada por un grupo de personas que en ese mismo año dieron vida a la Fundabiem, entidad que inauguró el primer centro de rehabilitación en 1989. Año tras año se ha realizado el Teletón, siendo transmitido hasta 2019 por los medios de Albavisión en el país, juntamente con radios y canales regionales de otros grupos de comunicación. Fundabiem cuenta actualmente con nueve centros de rehabilitación en las ciudades de Mixco, Chimaltenango, Chiquimula, Cobán, Mazatenango, Retalhuleu, Escuintla, Quetzaltenango y Coatepeque; 10 clínicas de rehabilitación en las ciudades de Santa Rosa de Lima, San Marcos, Malacatán, Jalapa, Jutiapa, Puerto Barrios, Panajachel, Huehuetenango, Flores y Salamá; dos puestos de rehabilitación en Morales y Asunción Mita; y la Casa Hogar Niño de Praga en Ciudad de Guatemala.  
La edición 2025 de la campaña tuvo como lema Siente el Ton de tu Corazón, y fue realizada los días 18 y 19 de julio con la transmisión siendo hecha desde el salón ocho del Parque de la Industria, en la Ciudad de Guatemala. El maratón de 27 horas fue transmitido por los canales Azteca Guate, Guatevisión, Más TV y Nuevo Mundo TV en señal abierta, Canal Antigua y Cabelnet en señal paga, y Radio Nuevo Mundo. Al final del evento, la meta de Q 20 632 560 fue superada con la cifra final de Q 21 633 423 (US$ 2 813 189). El récord de recaudación de la campaña fue en 2019, cuando se lograron Q 27.3 millones.

### Hong Kong
En Hong Kong, la cadena TVB produce siete teletones anualmente, siendo la primera y más popular el Show de Caridad de Tung Wah, que apoya al grupo de hospitales de nombre homónimo desde 1979. La edición 2024 se realizó el sábado 7 de diciembre. La jornada de seis horas recaudó HK$ 138 888 888 (US$ 17 852 042), logrando la meta de HK$ 131 millones.

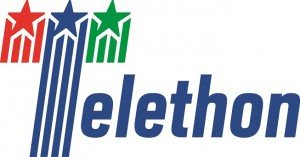
Logo de la Teletón italiana

### Italia
En Italia, el Teletón se realiza desde 1990 para combatir las enfermedades genéticas raras. La campaña se extiende por una semana, sumando alrededor de 70 horas de transmisión entre los tres principales canales de TV y las tres principales cadenas de radio de la RAI. El Teletón italiano cuenta con dos institutos de investigación en Milán y Roma. En 2024, la campaña se hizo del 14 al 22 de diciembre con una meta de € 60 712 344, superada con la cifra final de € 69 095 507 (US$ 71 831 689).

### Japón
Desde 1978, la cadena Nippon Television realiza cada fin de agosto en Japón el evento 24 Horas de Televisión, el Amor Salva a la Tierra (24時間テレビ　愛は地球を救う, Niju-yojikan Terebi Ai wa Chikyuu wo Sukuu), el primer Teletón realizado en territorio asiático. El evento, que a pesar de su título se transmite por 27 horas, presenta diversos segmentos, destacando la carrera de un maratón de al menos 100 km por un grupo de personalidades.
El objetivo de la Fundación 24 Horas es financiar el bienestar de las poblaciones menos favorecidas de Japón, apoyar actividades de protección ambiental y gestionar un fondo de respuesta a desastres nacionales y internacionales. La edición 2024 se realizó los días 31 de agosto y 1 de septiembre, con el total recaudado publicado en 27 de octubre: ¥ 1 510 951 707 (US$ 10 351 820), mayor recaudación de la campaña desde la edición de 2019. El récord de recaudación fue en 2011, cuando se recaudaron más de dos mil millones de yenes para los damnificados por el Terremoto de Japón de 2011.

### Panamá
El país fue el primero en Centroamérica a celebrar teletones, organizadas por el Club Activo 20-30 de Panamá, bajo el título de Teletón 20-30 de Panamá. La primera edición es realizada en 1981, y su objetivo fue la construcción y equipamiento del hoy llamado Instituto Nacional de Medicina Física y Rehabilitación. La primera meta fue de US$ 1 millón, superándola en un 36%. Desde ese momento, se realizaron teletones de forma consecutiva hasta 1984. Entre 1985 y 1989, no se realizaron eventos debido a la crisis política y económica que enfrentó el país en ese tiempo. En 1990, se inicia la segunda era en la historia del Teletón panameño, enfocándola a proyectos meta destinados por ejemplo a la mejora de los equipamientos de hospitales, programas de superación de la pobreza y contra el trabajo y la desnutrición infantil, etc. El proyecto de construcción del Hospital Materno Infantil Santo Tomás alcanzó la mayor recaudación, obteniendo US$ 7.3 millones, más que el doble de la meta de US$ 3.5 millones. 
El Teletón se transmite tradicionalmente de principio a fin desde el Centro de Convenciones ATLAPA de Ciudad de Panamá. El objetivo de la recaudación del evento 2024, hecho los días 14 y 15 de diciembre, fue fortalecer y ampliar los servicios de Medicina Física, Terapéutica y Cardíaca del Instituto Nacional de Medicina Física y Rehabilitación. La meta fue de B/. 2 600 020.30, y la recaudación fue de B/. 2 607 024.89, logrando la meta después de 27 horas de programa. El evento fue transmitido por Telemetro, RPC TV, TVN, TVMax, Nex y Mas 23.

Logo de Red Nose Day

### Reino Unido

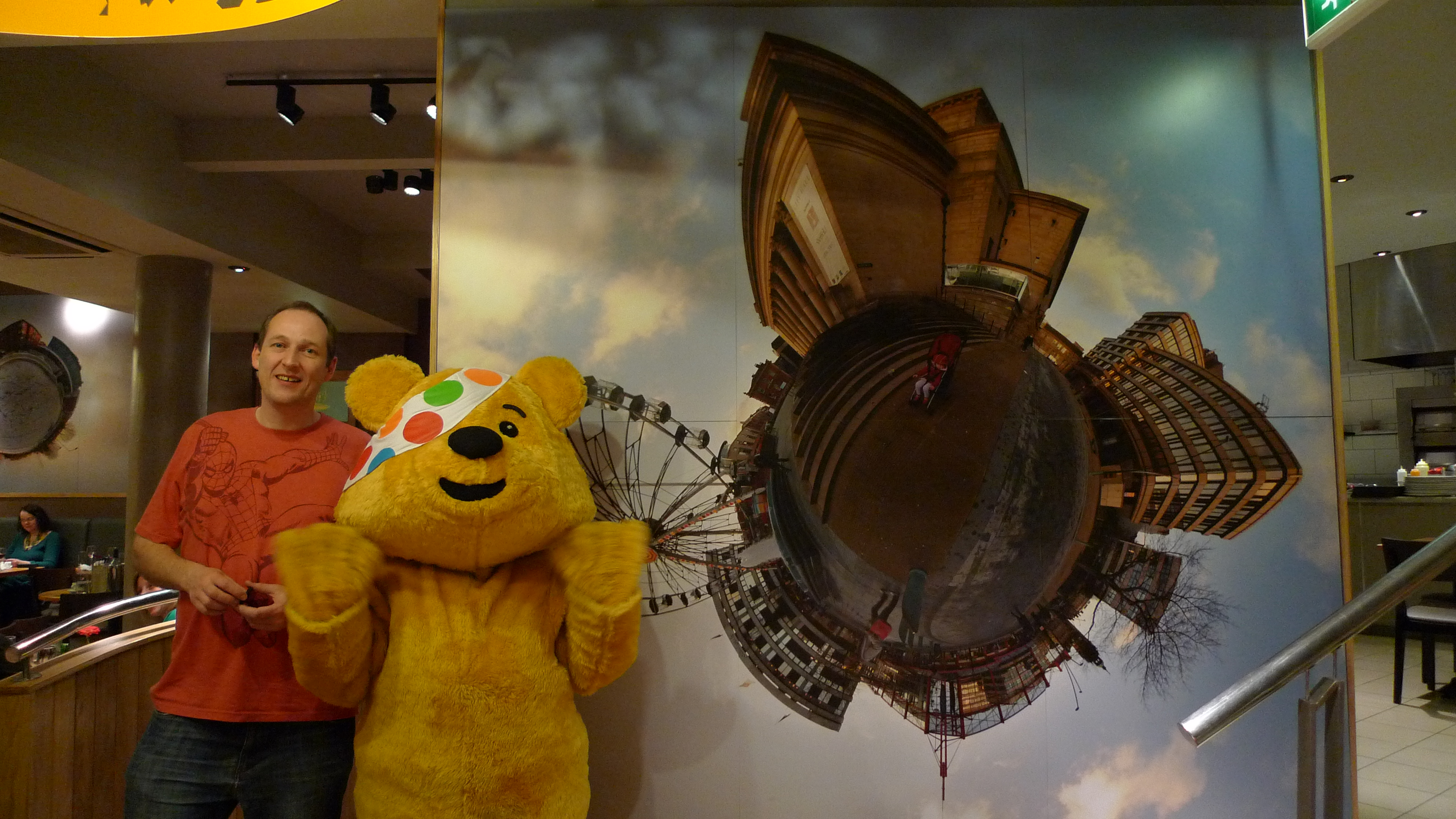
Figura de Pudsey Bear, mascota de Children in Need, producido anualmente por la BBC.

En el Reino Unido se realizan dos teletones, ambas transmitidas por la BBC. El más popular es el Red Nose Day (Día de la Nariz Roja) de Comic Relief, que desde 1988 junta dinero a los niños más desposeídos del país y de África. En su versión 2025, el 21 de marzo, juntó £ 34 022 590 (US$ 43 865 325) en el programa de casi cinco horas, no logrando la meta de £ 40 055 914, en la celebración de 40 años de la fundación de Comic Relief. El éxito de esta campaña exportó el formato televisivo a otros países, como los Estados Unidos, Irlanda y Finlandia. 
Otro teletón que Comic Relief hacía era Sport Relief (Socorro Deportivo). El evento bienal fue creado en 2002, y Comic Relief la convirtió, al final de 2021, en una campaña permanente que no dependerá más de una maratón televisiva, por lo que Red Nose Day se convierte en un evento anual a partir de 2022, luego haber sido bienal desde su segunda edición, en 1989. 
Sucede también todos los años, desde 1980, Children in Need (Niño en necesidad). Es considerada la primera Teletón hecha en territorio europeo, y enfoca en la ayuda a las necesidades de pobresa, salud mental, problemas familiares y injusticia social de los niños del Reino Unido. La edición 2024, hecha el 15 de noviembre, tuvo como lema Haz la vida más liviana, mantuvo su formato corto de tres horas y juntó £ 39 210 850 (US$ 49 817 384), superando con creces la meta de £ 33 513 325.

### República Dominicana
El país del Caribe hizo en 2021, por primera vez, un telemaratón a la cual se pretiende realizar anualmente. Su nombre es Juntos por la Niñez, inspirado en las campañas Un Sol para los Chicos de Argentina y Juntos por los Niños de Uruguay, que al igual que esta nueva iniciativa, recaudan fondos para Unicef. La quinta edición de la campaña fue realizada el domingo 21 de abril de 2024, y transmitido desde los estúdios de Canal 4 RD para todos los canales de televisión abierta y algunas señales de cable, durante tres horas. La meta era llegar a RD$ 23 millones. Al final del programa, se recaudaron RD$ 24.1 millones (US$ 382 054), superando el objetivo.